# 日本駐濟州總領事館
日本駐濟州總領事館（日语：在済州日本国総領事館）是位於韓國濟州特別自治道的日本總領事館，現任總領事為武田克利。

## 歷任日本駐濟州總領事

### 日本駐濟州領事
1. 町田貢（町田 貢，1991年1月 ~ 1993年9月）
2. 久一昌三（久一 昌三，1993年9月 ~ 1996年6月）
3. 下村正之（下村 正之，1996年6月 ~ 1996年12月）

### 日本駐濟州總領事
1. 下村正之（下村 正之，1997年1月1日 ~ 1999年4月12日）
2. 齋藤篤（斎藤 篤，1999年4月13日 ~ 2001年4月11日）
3. 渡邊英雄（渡邉 英雄，2001年4月12日 ~ 2001年4月27日）
4. 岡本毅（岡本 毅，2004年4月28日 ~ 2008年4月7日）
5. 余田幸夫（余田 幸夫，2008年4月8日 ~ 2011年5月8日）
6. 松井貞夫（松井貞夫，2011年5月9日 ~ 2013年5月7日）
7. 鈴木光男（鈴木 光男，2013年5月8日 ~ 2015年4月5日）
8. 寺澤元一（寺澤 元一，2015年4月6日 ~ 2018年5月8日）
9. 喜多律夫（喜多 律夫，2018年5月9日 ~ 2020年4月9日）
10. 井關至康（井関 至康，2020年4月10日 ~ 2022年8月8日）
11. 武田克利（武田 克利，2022年8月9日 ~ 至今）

### 相關主題
- 日本駐韓國大使館
- 日本駐釜山總領事館

### 其它駐濟州總領事館
- 中國駐濟州總領事館

## 外部連結
- 官方網站 （页面存档备份，存于） 